# Соглашение между СССР и США об обменах в области науки, техники, образования, культуры и других областях
Соглашение между СССР и США об обменах в области науки, техники, образования, культуры и других областях (также Соглашение Лэйси — Зарубина), двустороннее соглашение. Подписано 27 января 1958 года в г. Вашингтоне послом СССР Г. Н. Зарубиным и специальным помощником государственного секретаря США У. С. Лэйси (William Sterling Lacy).
Соглашение Лэйси — Зарубина стало первым в истории российско-американских отношений межгосударственным соглашением, создавшим договорно-правовую основу для развития культурных и научных связей между двумя странами. Оно дало возможность на плановой основе осуществлять программы культурных и научных обменов, происходивших до подписания соглашения на нерегулярной основе заключения отдельных договоров и контрактов.

## Предусмотренные обмены
В заключительном разделе договора оговаривалось установление прямого воздушного сообщения между СССР и США.

### Обмен в области телекоммуникаций
Соглашение предусматривало:
1) обмен радио- и телевизионными программами как научного, так и культурного характера;
2) «обмен передачами, посвященными обсуждению таких международных политических проблем, которые могут быть согласованы сторонами»;
3) обмен радио- и телевизионным оборудованием и соответствующими специалистами.

### Хозяйственный и культурный обмен
Соглашением предусматривался:
1) обмен группами специалистов в области промышленности, сельского хозяйства и медицины;
2) обмен поездками представителей культурных, общественных, молодёжных и студенческих групп СССР и США;
3) обмен и взаимное приобретение документальных и художественных фильмов, а также их совместное производство;
4) организация проведения недели советского фильма в США и американского — в СССР;
5) обмен артистами, театральными, хоровыми и хореографическими коллективами, симфоническими оркестрами.

### Научный обмен
Соглашением предусматривался:
1) обмен между Академией наук СССР и Национальной академией наук США;
2) обмен специалистами между министерствами здравоохранения и сельского хозяйства;
3) обмен делегациями профессоров и преподавателей между Московским и Колумбийским университетами, Ленинградским и Гарвардским университетами по естественнонаучным, гуманитарным и техническим специальностям;
4) обмен студентами между Московским и Ленинградским университетами, с одной стороны, и американскими университетами — с другой, в количестве 20 человек с каждой стороны на 1958/59 учебный год.

### Спортивный обмен
Соглашением предусматривалось:
1) обмен спортсменами и спортивными командами и проведение в течение 1958—59 годов в СССР и США целого ряда спортивных соревнований;
2) сотрудничество сторон в развитии туризма и обмен выставками и изданиями;
3) организация ежегодных матчевых встреч сборных СССР — США по:
- баскетболу;
- борьбе;
- лёгкой атлетике;
- тяжёлой атлетике;
- хоккею;
- шахматам,

что прямо оговаривалось текстом соглашения.

## Совершившиеся обмены
До 19 июня 1973 года, когда в Вашингтоне было заключено Общее соглашение между СССР и США о контактах, обменах и сотрудничестве на период до 31 декабря 1979 года, соглашение Лэйси — Зарубина продлевалось каждые два года, что позволяло стабильно поддерживать научный и культурный обмен (за исключением периодов возникновения серьёзных международных кризисов, подобных Суэцкому кризису 1957 года, когда культурный и научный обмен временно прекращался несмотря на уже достигнутые договоренности). Случаи посещения представителями коренных американцев Советским Союзом в 1970-х годах в рамках культурных обменов между СССР и другими странами. Эти визиты часто включали в себя культурные мероприятия, выставки, концерты и обмен опытом с целью укрепления культурного взаимопонимания. Однако, необходимо учитывать, что детали и конкретные обстоятельства каждого визита могут различаться.

### СССР в США
За время действия Соглашения и последующих двухгодичных соглашений в США выступили (некоторые из них несколько раз) десятки советских коллективов и отдельных солистов, в том числе:
1) балетная труппа Большого театра;
2) Государственный ансамбль народного танца СССР под руководством И. А. Моисеева;
3) Государственный хореографический ансамбль «Березка» под руководством Н. Надеждиной;
4) балетная труппа Ленинградского театра оперы и балета;
5) ансамбли танца Украины, Грузии;
6) МХАТ;
7) Государственный центральный театр кукол под руководством С. Образцова;
8) цирковые труппы;
9) лучшие симфонические оркестры СССР;
10) солисты Д. Ойстрах, Э. Гилельс, С. Рихтер, М. Ростропович, Л. Коган, В. Ашкенази и др.

### США в СССР
За время действия Соглашения и последующих двухгодичных соглашений в СССР выступили:
1) Бостонский симфонический оркестр под управлением всемирно известного американского дирижёра Шарля Мюнша (Charles Munch);
2) Нью-Йоркский симфонический оркестр;
3) Филадельфийский симфонический оркестр под управлением всемирно известного американского дирижёра Юджина Орманди (Eugene Ormandi);
4) Кливлендский симфонический оркестрпод управлением всемирно известного американского дирижёра Джорджа Селла (George Szell);
5) дирижёр Л. Стоковский (Leopold Stokowski);
6) скрипач А. Стерн (Isaac Stern);
7) певцы Р. Тебальди (Renata Tebaldi), П. Робсон (Paul Robeson), М. Ланца (Mario Lanza), Дж. Лондон (George London) и Л. Уоррен (Leonard Warren);
8) джазовые группы Д. Эллингтона (Duke Ellington) и Б. Гудмена (Benny Goodman);
9) многие другие.
Большинство из этих гастролей были организованы при посредничестве главы концертного антрепренёрского бюро «Юрок артистс, инк.», основателем и владельцем которого был Сол Юрок.